# لوئی آنتوان دو سن-ژوست
لوئی آنتوان لئون دو سن ژوست (به فرانسوی: Louis Antoine Léon de Saint-Just) (متولد ۲۵ اوت ۱۷۶۷–۲۸ ژوئیه ۱۷۹۴) انقلابی، سیاستمدار فرانسوی در دوران انقلاب کبیر فرانسه و دوره مشهور به دوره ترور (وحشت) است.
او جوان‌ترین عضو کنوانسیون (مجمع ملی فرانسه در دوران انقلاب کبیر) بود، عضو مونتانیاردها و از طرفداران اعدام لوئی شانزدهم آخرین پادشاه دودمان بوربون، گفته می‌شود سخنرانی وی در کنوانسیون در رأی مجمع به اعدام لوئی شانزدهم نقش مؤثری داشته است.
پس از آن سن ژوست جزء هیئت پنج نفره‌ای شد که مسئول تنظیم قانون اساسی ۱۷۹۳ بودند.
بعد از تنظیم و تصویب قانون سال ۹۳ وی به عضویت کمیته نجات خلقی درآمد.
او دوست صمیمی ماکسیمیلیان روبسپیر رئیس کمیته نجات خلقی در دوران ترور بود  و در تصمیم‌گیری‌های مهم و اعدام اشخاص مشهوری چون ژاک ابر و ژرژ دانتون نقش بسزائی داشته است.
وی به عنوان یکی از کمیسارهای کمیته نجات خلقی به ارتش راین پیوست. به همراه فیلیپ لوبا (یکی دیگر از نمایندگان کنوانسیون) به فعالیت پرداخت. برخی احیای ارتش را در جبهه از نتایج انضباط سختی که اعمال نمود می‌دانند.
در ۱۹ فوریه ۱۷۹۴ به عنوان رئیس کنوانسیون انتخاب شد و احکام وانتوز را به تصویب رسانید. به موجب این احکام قرار بود اموال مهاجران اشرافی به نفع سان کلوت‌ها (پابرهنگان) (به فرانسوی: Sans-culottes) مصادره و بین ایشان توزیع گردد. با این حال به دلیل وخامت اوضاع این احکام هرگز اجرایی نشدند.
بعد از مدتی سن ژوست به بلژیک اعزام شد تا بر ارتش شمال نظارت داشته باشد. در ۲۶ ژوئن ۱۷۹۴ نبرد فلوروس اتفاق افتاد و به پیروزی ارتش انقلابی فرانسه انجامید. این نبرد منجر به عقب‌نشینی نیروهای اتریشی گشت و نقطه عطفی در جنگ اتحادیه اول بحساب می‌آید.
با پیروزی ارتش فرانسه عده زیادی ادامه ترور را غیرضروری دانستند.
اصرار روبسپیر بر ادامه دوره ترور منجر به واقعه نهم ترمیدور (یکی از ماه‌های تقویم انقلاب فرانسه به معنی ماه گرم) شد.
در جریان واقعه نهم ترمیدور کنوانسیون دستور دستگیری روبسپیر و هم رزمان اصلی وی (سن ژوست، کوتون، آگوستن روبسپیر و لوبا) را صادر نمود.
حکم اعدام در ۲۸ ژوئیه ۱۷۹۴ در میدان انقلاب و با گیوتین اجرا شد. به هنگام مرگ حدوداً بیست و شش سال و یازده ماه داشت.
سن ژوست به دلیل جوانی، تقوای سیاسی و بی اعتنایی اش به منافع مادی لقب «ملک مقرب انقلاب» (l'Archange de la Révolution) و به سبب پیگیری‌هایش در اجرای احکام ترور به «فرشته مرگ» (L'Archange de la Terreur) معروف شده بود.

## ابتدای زندگی
لویی آنتوان لئون دو سن ژوست در روز ۲۵ اوت سال ۱۷۶۷ میلادی در دسیزه (Decize) واقع در ایالت نی‌ورنه (Nivernais)، در مرکز فرانسه، به دنیا آمد و در همان روز، در کلیسای روستا غسل تعمید داده شد. پدرخوانده اش ژان آنتوان رابینو، کشیش ورنوی (Verneuil) و مادرخوانده اش فرانسوا راوارد بود (این دو پدر بزرگ و مادربزرگ واقعی اش هم بودند) و تا هشت سالگی به پرستار سپرده شد. او فرزند ارشد لویی ژان دو سن ژوست دو ریشبورگ (۱۷۷۷–۱۷۱۶)، یک افسر سواره نظام فرانسوی بازنشسته، شوالیهٔ دارای مدال سن لویی، و ماری-آن روبینو (۱۷۹۱–۱۷۳۶)، دختر یک سر دفتردار رسمی که بیست سال از شوهرش جوان تر بود، به حساب می‌آمد. دو خواهر جوان تر داشت که در ۱۷۶۸ و ۱۷۶۹ به دنیا آمدند. خانواده اش بعدها به شمال رفت و در ۱۷۷۶ در روستای بلرنکور (Blérancourt)، در ایالت سابق پیکاردی، ساکن شد و خود را به عنوان یک خانوادهٔ نجیب زادهٔ روستانشین که از طریق اجارهٔ زمینش زندگی می‌کند تثبیت نمود (این خانه اکنون جزء موزه‌های انقلاب فرانسه است). یک سال بعد از جابجایی، پدر لویی مرد و مادرش را به همراه سه کودک تنها گذاشت. ماری-آن با سعی و تلاش برای تحصیل تنها پسرش پول ذخیره کرد و در ۱۷۷۹ لویی به (Collège Saint-Nicolas Oratorian Soissons)، که امروزه کالج سن ژوست (Collège Saint-Just) نامیده می‌شود، در سواسون فرستاده شد. (این دسته‌ای کاتولیک بود که در سال ۱۶۱۱ در پاریس توسط پیر دو برول ایجاد شد) بعد از شروعی دلگرم‌کننده، سن ژوست به عنوان یک آشوبگر شهرتی به دست آورد که با داستان‌های ناخوشایندی (که تقریباً به‌طور یقین جعلی هستند) تقویت می‌شد. داستان‌هایی در مورد این که چطور شورشی دانش آموزی را هدایت و رهبری نموده و سعی کرده تا مدرسه را به آتش بکشد. با این حال، در سال ۱۷۸۶ فارغ از تحصیل شد.
اما از طبع نا آرام او کاسته نشد. به عنوان مردی جوان، سن ژوست "وحشی، خوش قیافه {و} عاصی" بود. ارتباطات خوبی داشت و مردمی بود، و علاقهٔ ویژه‌ای به زن جوانی از اهالی بلرنکور، ترز ژل، نشان می‌داد. او دختر یک سردفتردار ثروتمند دیگر، شخصیتی قدرتمند و مستبد در شهر بود؛ در حالی که سن ژوست هنوز جوانی شناخته نشده به حساب می‌آمد. گفته شده که او از ترز خواستگاری کرده و همچنین گفته شده که ترز خواهان این ازدواج بوده است. با وجود اینکه هیچ مدرک مسلمی در مورد رابطهٔ این دو وجود ندارد، اسناد اداری نشان می‌دهند که در ۲۵ ژوئیه ۱۷۶۸ ترز با امانوئل تورین، فرزند یکی از خانواده‌های برجستهٔ محلی ازدواج کرده است. سن ژوست در آن موقع خارج از شهر بود و از این واقعه خبر نداشت، و روایت متداول او را دل شکسته به تصویر می‌کشد. وضعیت حقیقی اش هر چه که بود، این امر مسلم است که چند هفته بعد از ازدواج ترز، او خانه را به‌طور ناگهانی، بدون هیچ خبری، به مقصد پاریس ترک کرد. با این حال یک جفت تپانچه و مقدار قابل توجهی از نقره آلات مادرش را جمع کرده و با خود برد. او به سن لویی (Hôtel Saint-Louis) رفت، که به خاطر تئاترها، کلوب‌ها و حمام‌هایش معروف بود. ایپولیت تن و برخی دیگر (ویل دورانت) می‌گویند که سرمایه اش را خرج فاحشه‌های پاریسی کرد. وقتی که مادرش از طریق پلیس او را توقیف نمود و به یک دارالتادیب (maison de correction) فرستاد ماجراجویی اش به پایان رسید. از سپتامبر ۱۷۸۶ تا مارس ۱۷۸۷ در آن جا ماند. سن ژوست متنبه شده و کوشید تا از نو شروع کند: به عنوان یک دانشجو در دانشکدهٔ حقوق رایم (faculté de droit de Reims) جایی که قبلاً ژاک پیر بریسو، ژرژ دانتون، ژرژ کوتون، پیر-لویی پریور دو لا مارن، آنتوان کوئنتین فوکیه دو تنویل و ژاک الکسی ثوریو در آن درس خوانده بودند، نام‌نویسی کرد. در دوران تحصیل علاوه بر مطالعهٔ "جمهور" اثر افلاطون، مشخصاً زندگانی لیکورگوس، قانونگذار اسپارتی و تواریخ پلوتارک را مطالعه کرد. علاوه بر متفکران و شاعران یونانی و رومی، از اندیشه‌های روز حقوقی شارل دو مونتسکیو و ژان-ژاک روسو باخبر بود و در سخنرانی‌های آتی اش به آن‌ها ارجاع می‌داد. اما بعد از یک سال، از مدرسهٔ حقوق کنار کشید و بی‌پول و بدون هیچ دورنمای شغلی به خانهٔ مادرش در بلرنکور برگشت.

### اُرگن (Organt)
از سنی اندک سن ژوست شیفتگی خاصی نسبت به ادبیات نشان داده بود، و در طول مدت اقامتش در دارالتادیب از وقتش برای سرودن شعری طولانی استفاده کرد. در نهایت این اثر بیش از دو سال بعد، در ماه مه ۱۷۸۹ درست در اوایل شروع انقلاب، به صورت بی‌نام منتشر شد. در نتیجه سن ژوست بیست و یک ساله با ارگن، شعری در بیست بند (در صفحهٔ عنوان این اثر به واتیکان تقدیم شده است و به همین دلیل گاهی با عنوان (Organt au Vatican) شناخته می‌شود) تأثیر خودش را به آشوب اجتماعی زمانه منتقل کرد. شعر مذکور فانتزی حماسی قرون وسطایی است و جستجوی آنتوان ارگن جوان را روایت می‌کند. ارگن فضایل انسان بدوی را می‌ستاید، بی بند و باری و استقلالش را تحسین می‌کند؛ در حالی که تمام مشکلات حال حاضر را نتیجهٔ نابرابری در ثروت و قدرت می‌داند. این اثر به تقلید از آریوستو نوشته شده بود، اعلانی نابالغ که از افراطی‌گری سیاسی خود سن ژوست در آینده خبر می‌داد. همچنین این اثر که با هجوی بی‌رحمانه و رویدادهای شهوت‌انگیز مفتضح پر شده بود؛ حمله‌ای بی تردید بر رژیم سلطنتی، نجبا، و کلیسا بود.
در نظر معاصران، ارگن نوعی شهوترانی نوظهور بود و به سرعت ممنوع گشت. با وجود ممنوعیت ارگن، مأموران سانسور که سعی کردند تا آن را مصادره نمایند؛ فهمیدند که چند نسخه رونوشت در جاهای مختلف موجود هستند. شعر مذکور به خوبی به فروش نرفت و معلوم شد که ضرری مالی برای مؤلف شده است. سلیقهٔ عموم برای ادبیات در ابتدای انقلاب تغییر کرده بود و سن ژوست هم همراه با آن تغییر کرد. وی نوشته‌های آتی خود را وقف مقالاتی زینت نیافته در باب تئوری سیاسی و اجتماعی نمود. نام دومین تلاش ادبی سن ژوست (Arlequin Diogène) بود که نمایشنامه‌ای تک پرده‌ای و شبانی (pastoral) است. بخش جالب این نمایش عبارتی است که شاید بازتابی از نظر سن ژوست راجع به عشق باشد:
«عشق هیچ چیزی جز آرزویی عبث نیست، قلبی بزرگ که هیچ معنایی ندارد.»
در حالی که آرزوهای قبلی اش در مورد شهرت ادبی و حقوقی انجام نشده ماندند، سن ژوست تمرکز خودش را معطوف به هدف واحد فرماندهی انقلابی کرد.

## آغاز فعالیت انقلابی
در تاریخ ۱۴ ژوئیه ۱۷۸۹ مردم پاریس به زندان باستیل حمله کردند. سن ژوست در آن موقع در پاریس بود و این واقعه را مشاهده نمود. برای دور ماندن از آزار و اذیت‌های پلیس (به خاطر مطالب کتابش اُرگن) مجبور شد که با دوستانش پنهانی زندگی کند و در انتهای ماه ژوئیه به پاریس برگشت.
ساختار قدرت سنتی بلرنکور به واسطهٔ رویدادهای ۱۷۸۹ تغییر شکل یافته بود. سردفتردار ژل، که سابقاً رهبر بی چون و چرای شهری بود، توسط گروهی از اصلاح گران که از طریق چند نفر از دوستان سن ژوست، از جمله شوهر خواهرش لوئیز، هدایت می‌شدند به چالش کشیده شد. تلاش‌های ایشان تا سال ۱۷۹۰ زمانی که بلرنکور اولین انتخابات شهرداری آزاد خود را برگزار کرد به موفقیت نرسید. تحت اختیار و کنترل مجمع قانونگذاری ملی، ساختار جدید گزینش‌گری به دوستان سن ژوست اجازه داد تا واجد مقاماتی نظیر شهردار، منشی و شوهر خواهر سن ژوست هم رئیس گارد ملی محلی شوند. سن ژوست بیکار با وجود اینکه به سن قانونی و صلاحیت‌های مالیاتی نرسیده بود اجازه پیدا کرد تا به گارد ملحق شود.
سن ژوست به سرعت انضباط گرایی بی رحمانه‌ای که بعدها بابت آن معروف شد را به نمایش گذاشت. در عرض چند ماه افسر فرمانده شد، و به درجهٔ نائب سرهنگ (سرهنگ دوم) رسید. در گردهم آیی‌های محلی حاضران را با شور میهن پرستانه و قوهٔ تشخیصش منقلب می‌ساخت: در داستانی که به کرات نقل شده، سن ژوست انجمن شهرداری را با بردن دستش به درون شعله‌های یک جزوهٔ ضدّ-انقلابی در حال سوختن به گریه آورد، و سوگند وفاداری خودش به جمهوری را اعلام کرد. این ماجرا در مارس ۱۷۹۰ اتفاق افتاد.
وقتی که می‌خواست عضو مجمع گزینش گر ناحیه خودش بشود هم پیمانان قدرتمندی داشت و نامه نگاری با رهبران مشهور انقلاب نظیر کامیل دمولن را آغاز نمود. در اواخر سال ۱۷۹۰ میلادی برای اولین بار به ماکسیمیلیان روبسپیر نامه‌ای نوشت و از او خواست تا دادخواستی محلی را در نظر بگیرد. نامهٔ مذکور مملو از بهترین ستایش‌ها بود و این‌طور شروع می‌شد:" شما، که از کشور متزلزل ما در برابر سیلاب استبداد و توطئه مراقبت می‌کنید؛ شمایی که من می شناسمتان، همان طور که خدا را می‌شناسم، فقط به سبب معجزاتش…" در طول نامه نگاری‌هایشان این دو نفر "دوستی عمیق و مرموزی" را بسط دادند "که تا روزی که مردند، ادامه پیدا کرد."

### روح انقلاب (L'Esprit de la Révolution)
در انتخابات مجمع قانونگذاری به سال ۱۷۹۱ به عنوان یکی از اعضای انجمن ناحیه اش انتخاب شد. اما مخالفان او این انتخاب را به چالش کشیدند؛ زیرا که وی هنوز به سن قانونی (بیست و پنج سال تمام) نرسیده و یازده ماه جوان تر از حد نصاب بود. (در همان دوران گفت: "من زندانیِ سنِ لعنتیِ خودم هستم.") در بخشی از نامهٔ معروفی که به ژان-لویی-ماری ویلن دوبینی نوشت، گفت:
" … من بر فراز بدبختی قرار دارم. من هر چیزی را تحمل خواهم کرد؛ اما حقیقت را خواهم گفت. همهٔ شما پست هستید، شما که قدر مرا ندانستید… شما بدبخت‌های بدنامی هستید و من یک متقلب، یک رذل هستم؛ زیرا هیچ پولی ندارم که به شما بدهم. قلبم را چاک بدهید و بخورید. آن چیزی خواهید شد که به هیچ عنوان نیستید: بزرگ!
آه خداوندا، بروتوس بایستی فراموش شده، بسیار دور از رُم می‌پژمرد! با این حال من تصمیم خودم را گرفته‌ام. اگر بروتوس دیگران را نمی‌کشت، خودش را به قتل می‌رساند."
انجمن با بی میلی او را کنار گذاشت. در حالی که سن ژوست منتظر انتخابات بعدی بود، کار مبسوطی بنام "روح انقلاب و قانون اساسی فرانسه" که در بهار ۱۷۹۱ منتشر شد تألیف نمود. در سبک نویسندگی اش تمام هجوگویی‌ها را کنار گذاشته و سبک جدی و لحن اخلاق گرای رومیان کلاسیک، که انقلابیون فرانسوی بسیار دوست می‌داشتند، را اقتباس کرد. مجموعه‌ای از اصول معتدل که عمیقاً تحت تأثیر مونتسکیو بودند را آشکار می‌ساخت و تماماً محدود به الگوی سلطنت مشروطه پایبند بود. او از بابت خشونت در انقلاب تا به حال ابراز انزجار نمود و شخصیت کسانی را که در آن شرکت کرده بودند به تحقیر کمی بیش از "برده‌های آشوبگر" می‌دانست. در عوض، او ستایشش را نثار نمایندگان مردم در مجمع قانونگذاری می‌نمود که تقوای هشیارانهٔ ایشان انقلاب را به بهترین طریق هدایت خواهد کرد. روح انقلاب که در بیش از پنج مجلد پخش شده در بسیاری از اظهاراتش متناقض است اما با این حال به وضوح نشان می‌دهد که سن ژوست بیش از این دولت را برای طبیعت انسان سرکوبگر نمی‌داند بلکه برای موفقیتش ضروری می‌داند؛ هدف نهایی اش "به آرامی پیش بردن جامعه در مسیر ایدئال بعید" بود.
انتشار کتاب یک موفقیت واقعی بود و ویراست اول به سرعت فروخته شد و همان‌طور که برتران بارر (بعدها همکار سن ژوست در کمیته نجات) در خاطراتش نوشت این کتاب از جانب سیاست‌مداران روشن بین در مجمع قانونگذاری بسیار تحسین شد. کتاب مذکور با این جملات پایان می‌یافت:
«اگر تمام آدمیان آزاد باشند، تمام ایشان برابر هستند، اگر برابر باشند، عادلند.»
در ۲۱ ژوئن ۱۷۹۱، فقط چند روز بعد از اینکه منتشر شد، تمام توجهات معطوف به فرار ناموفق لویی شانزدهم به وارن شد و تئوری‌های سن ژوست در مورد سلطنت مشروطه به‌طور ناگهانی نامربوط از آب درآمدند. با این وجود این قضیه تأثیر دیگری هم داشت – خشمی عمومی نسبت به پادشاه که در طول سال آهسته به جوش آمد تا این که بالاخره انبوهی از مردم پاریس در ۱۰ اوت ۱۷۹۲ به قصر توئیلری حمله کردند (معروف به انقلاب دوم). در جواب، مجمع اعلام کرد که آماده است تا پیش از موعد برنامهٔ کاری اش منحل گردد و برای انتخاباتی جدید فراخوان داد که این یکی تحت حکم حق رأی همگانی و عمومی بود. زمان‌بندی برای سن ژوست که قبل از پایان ماه بیست و پنج ساله می‌شد بسیار عالی بود. ترسی که به واسطهٔ اشغال توئیلری القا شده بود؛ اکثر مخالفان وی را از صحنه کنار کشاند و سن ژوست به عنوان یکی از وکلای بخش آین (Aisne) انتخاب شد. زادگاهش را به مقصد پاریس ترک کرد تا به عنوان جوان‌ترین عضو مجمع ملی به آن ملحق شود.

## نمایندهٔ کنوانسیون

### محاکمهٔ لویی شانزدهم
در بین وکلا، سن ژوست مراقب بود اما در ابتدا با دیگران کمتر فعالیت می‌کرد. او به کلوب ژاکوپنی پاریس ملحق شد ولی از ژیروندن‌ها و مونتانیاردها به یک اندازه کناره گرفت. سن ژوست در بیست و دوم اکتبر در کلوب ژاکوپن‌ها سخنرانی کرد. از سخنرانی اش به گرمی استقبال شد و ژاکوپن‌ها تصمیم گرفتند آن را چاپ کرده و به موسسات مختلف بدهند. سپس تا تاریخ ۱۳ نوامبر ۱۷۹۲ صبر کرد تا اولین سخنرانی اش را در برابر کنوانسیون ایراد کند؛ اما زمانی که این کار را انجام داد تأثیرش تماشایی بود. چیزی که او را به طرف تریبون کشاند مربوط به بحث در مورد رفتار با پادشاه بعد از قضیهٔ وارن بود. در تضادی چشمگیر با سخنرانان قبلی، سن ژوست با استناد به آرای ژان-ژاک روسو و مونتسکیو پادشاه را محکوم کرد. بخش‌هایی از سخنرانی وی در کنوانسیون:
"... من می‌گویم که پادشاه باید مانند یک دشمن مورد قضاوت قرار گیرد و حتی بیش از داوری صرف در مورد او، ما بایستی با او بجنگیم. همچنین، از این حیث که وی طرفدار قراردادی که تمام مردم فرانسه را متحد می‌گرداند، نبوده؛ رویهٔ قضایی برای پیروی نه در حقوق مدنی بلکه در حقوق عرفی یافت می‌شود…
... هم وطنان، دادگاهی که بایستی در مورد لویی قضاوت کند، محکمه‌ای قضایی نیست… شورا است… ملّت است… شما هستید و قوانینی که باید ما را هدایت کنند متعلق به حقوق شهروندان هستند. محاکمه‌ای مدنی ناعادلانه خواهد بود؛ زیرا پادشاه، با فرض اینکه شهروند بوده، نمی‌تواند توسط کسانی که متهمش کرده‌اند، مورد قضاوت قرار گیرد. لویی بیگانه‌ای است میان ما. او قبل از ارتکاب جنایتش شهروند نبود: نمی‌توانست رای بدهد، نمی تواست {برای نبرد}سلاح به‌دست گیرد. حتی به سبب جنایتش از یک شهروند هم پائین‌تر است، و با کدام سوءاستفاده از عدالت او را شهروند می‌سازید تا محکومش کنید؟ به محض این که انسانی گناهکار تشخیص داده می‌شود، از جامعه طرد می‌گردد؛ اما کاملاً برخلاف آن، لویی به واسطهٔ جنایتش با ورود به آن سود می‌برد. حتی از این هم دورتر می‌روم… اگر شما اعلام کنید که پادشاه یک شهروند است؛ او از چنگ شما خواهد گریخت. در وضعیت فعلی امور، بر کدامیک از ذِمّه‌هایش تکیه خواهید کرد؟...
... از طرف شخص خودم، من هیچ حد وسطی نمی‌بینم. این مرد باید حکومت کند یا بمیرد. او ملتی آزاد را سرکوب کرده؛ او خود را دشمنش اعلام نموده؛ او از قوانین سوءاستفاده کرده؛ او باید بمیرد تا آسایش مردم تأمین گردد، به دلیل این که در ذهنش بود تا مردم را در هم بکوبد تا {آسایش} خودش تأمین گردد…
... او به شما ثابت خواهد کرد که تمام آنچه انجام داده، برای حمایت از منصبی بوده که عهده دارش شده. از طریق مطرح کردن این موضوع با او، شما نمی‌توانید وادارش کنید خودش را برای سوءنیت پنهانی اش مقصر قلمداد کند. او شما را به درون دور باطلی هدایت خواهد کرد که به واسطهٔ اتهامات خودتان به‌وجود آمده است…"
سخنرانی نمایندهٔ جوان کنوانسیون را به هیجان آورد. حرف سن ژوست بارها به خاطر شدت تشویق‌ها قطع شد و در انتهای سخنرانی اش او نظرگاه کلی مهیبش را ادا کرد:
«غیرممکن است که بتوان معصومانه حکومت کرد. بلاهت آن بسیار واضح می‌باشد. تمام پادشاهان، متمرد و غاصبند.»
روبسپیر به خصوص تحت تأثیر قرار گرفته بود – او روز بعد از پشت تریبون تقریباً همانند با اظهارات سن ژوست سخن گفت و دیدگاه‌های این دو نفر موضع رسمی ژاکوپن‌ها شد. در ۳ دسامبر، ژان-آنتوان نیکولاس کندورسه (از نویسندگان دائرةالمعارف) و عضو ژیروندن در جواب به سن ژوست جزوه‌ای را چاپ و پخش نمود که با محاکمهٔ پادشاه موافق بود ولی بر ضرورت پیگیری آئین دادرسی مطابق با قانون اساسی تأکید می‌نمود.
به دلیل عدم وجود اکثریتی قاطع برای تعیین سرنوشت لویی شانزدهم، کماکان اختلافاتی میان احزاب و فرقه‌های کنوانسیون باقی‌ماند. حزب ژیروندن (به رهبری بریسو) پیشنهاد استیناف از مردم را مطرح نمودند. در همین دوران دولت فرانسه با پادشاهی اتریش وارد جنگ شده بود. سن ژوست برای بار دوم (۲۷ دسامبر ۱۷۹۲) به پشت کرسی خطابه رفت و مواضع خود را بیان نمود. بخش‌هایی از سخنرانی وی در کنوانسیون:
" زمان آن رسیده که برای خوشبختی مردم تلاش کنیم. قانونگذارانی که می‌خواهند نور و نظم را به درون این جهان بیاورند؛ باید این جریان را با گامهایی بی شفقت، بی‌باک و خلل ناپذیر همچون خورشید دنبال نمایند.
... هر انسان حساسی روی زمین به شجاعت ما احترام خواهد گذاشت. کدام مردم قربانی‌های بیشتری برای آزادی داده‌اند؟ به کدام مردم بیش از این خیانت شده است؟ کدام مردم کمتر انتقام کشیده‌اند؟ بگذارید خود پادشاه به قلبش نگاه کند و بپرسد که چگونه با مردمش رفتار کرده، مردمانی که امروز از گذشته کمتر عادل یا بزرگ نیستند؟
هم وطنان، وقتی که شما برای بار اول مسئلهٔ این محاکمه را مورد شور قرار دادید، به شما گفتم که یک پادشاه خارج از دولت قرار دارد و طبیعتاً بالای قانون. به این دلیل است که هر میثاقی که ممکن بود میان مردم و پادشاه بر آن توافق شده باشد (در این مورد، میثاقی غیرقانونی) او را محدود نمی‌کرد. با این وجود، شما دادگاهی تشکیل داده‌اید و حاکم در کرسی خطابه همراه با پادشاه ایستاده که در برابر شما در مورد قضیه اقامه دعوی می‌کند و از خود دفاع می‌نماید.
... من نمی‌دانم که این مضحکهٔ اساسی‌ترین اصول عدالت شما را به کجا هدایت خواهد کرد. اگر لویی صلاحیت قضایی شما را رد می‌کرد، ممکن نبود تله بجهد {و گرفتارش کند}. انکار حاکمیت مردم آخریت دلیل استبداد او می‌بود. اما از زمان انقلاب، لویی به‌طور قابل ملاحظه‌ای کمتر به سمت مقاومت آشکار تمایل نشان داده است. او انعطاف پذیرانه، به ظاهر خام و ساده دل، مهارت خودش را در جدا کردن انسان‌ها نشان داده است. سیاست نامتزلزل او، بی حرکت باقی‌ماندن یا گام برداشتن همراه با تمام وطن پرستان بود؛ درست همان طوری‌که امروز به نظر می‌رسد که حتی با قضات خودش به منظور این که قیام چیزی مگر طغیان توده‌ای یاغی به نظر برسد همکاری می‌کند.
... هم وطنان، اگر شما استینافی از مردم را اجازه بدهید، به آنان خواهید گفت که «گناه قاتل شما مورد شک و تردید می‌باشد.» آیا شما نمی‌بینید که چنین استینافی تمایل دارد که مردم و قانونگذار را {از هم} جدا کند، تمایل دارد که نمایندگی را تضعیف کند، سلطنت مطلقه را بازگرداند، تا آزادی را نابود کند؟ و اگر توطئه چینی برای تغییر حکم شما موفق گردد، من از شما می‌پرسم آقایان محترم آیا شما گزینهٔ دیگری علاوه بر تبری جستن از جمهوری و بازگرداندن مستبد به تخت سلطنتش برایتان باقی می‌ماند؟ تنها گامی کوچک از تبرئهٔ پادشاه تا پیروزی وی و از آنجا تا پیروزی سلطنت مطلقه باقی است. با این حال، آیا مردم متهم‌کننده، مردم بلا دیده، مردم ستم دیده، بایستی قاضی باشند؟ آیا آن‌ها آن مسئولیت را بعد از دهم اوت رد نکردند؟ نجیب تر، وسواسی تر، کم ستم پیشه تر از آن‌هایی {دادگاه فعلی} که متهم را پیش رویشان باز خواهد فرستاد؛ مردم شورایی می‌خواستند تا در مورد سرنوشت لویی تصمیم بگیرد. آن دادگاه پیش از این ضعف بسیار زیادی نشان داده است و آن ضعف پیش از این آرای عمومی را تلطیف کرده است. اگر مستبد از متهم کنندگانش درخواست استیناف کند، کاری را انجام می‌دهد که چارلز اول هیچ وقت جراتش را نداشت. در سلطنت مطلقه‌ای در حال کار، این شما نیستید که در مورد پادشاه قضاوت می‌کنید، چون شما به تنهایی هیچ چیزی نیستید؛ اما مردم از طریق شما قضاوت می‌کنند و سخن می‌گویند.
... شما نسبت به تمام مستبدان جهان اعلام جنگ کردید و به مستبد خودتان احترام می‌گذارید! آیا قوانین شدید فقط علیه ستم دیده اجرا می‌شوند و آیا قرار است از ستمگر چشم پوشی شود؟
... بعضی‌ها می‌گویند که انقلاب تمام شده است، که ما هیچ چیزی برای ترسیدن از مستبد نداریم و قانون اکنون می‌تواند مرگ غاصبی را درخواست کند. اما هم وطنان، استبداد مثل نی می‌ماند که با باد خم می‌شود و دوباره بلند می‌گردد. شما چه چیزی را انقلاب می‌خوانید؟ سقوط یک تخت سلطنت، چند ضربه که بر چند سوءاستفاده وارد آمده‌اند؟ نظم اخلاقی مثل نظم فیزیکی است: سوءاستفاده‌ها برای لحظه‌ای ناپدید می‌شوند، درست همان‌طور که شبنم صبحگاهی خشک می‌شود، و بعد درست به همان صورتی که به هنگام شب دوباره فرو می‌ریزد؛ سوءاستفاده‌ها دوباره ظاهر می‌شوند. انقلاب زمانی آغاز می‌گردد؛ که استبداد به پایان می‌رسد.
فرانسه در بین ماست؛ بگذارید هر انسانی مابین او و پادشاه، مابین اِعمال عدالت توسط مردم یا اِعمال ضعف‌های خودتان انتخاب کند.
اگر می‌خواهید؛ سرمشقی را که به جهان بدهکارید، انگیزه‌ای که بدهکار آزادی هستید و عدالت خستگی ناپذیری که به مردم بدهکارید را علیه ترحم تبهکارانه برای کسی که هیچ وقت چنین احساسی نداشته است، بسنجید. به اروپا همان‌طور که ناظر است بگوئید: پادشاهان خودتان را علیه ما متحد گردانید برای این که ما علیه پادشاهان شورش کرده‌ایم. شجاعت گفتن حقیقت را داشته باشد، چون به نظرم می‌رسد که اینجا کسانی هستند که از صداقت می‌ترسند. حقیقت، بی صدا در تمام قلب‌ها می‌سوزد؛ مثل فانوسی که بالای قبری می‌سوزد. در عین حال اگر کسی میان شما هست که نسبت به سرنوشت جمهوری بی علاقه باشد، بگذارید به پاهای مستبد بیفتد، بگذارید کاردی که با آن هم وطنان شما را سلاخی کرده را برگرداند، بگذارید تمام جنایت‌های پادشاه را فراموش کند و به مردم بگوید که ما فاسد شده‌ایم و نسبت به نیک‌بختی آن‌ها کمتر علاقه‌مند هستیم تا به سرنوشت یک آدمکش."
تا ماه دسامبر آن موضع تبدیل به قانون گشت: رای‌گیری در مورد سرنوشت پادشاه مجدداً صورت گرفت، اکثریت به مرگ او رای داد، به درخواست بیو وارن به مرگ فوری ظرف بیست و چهار ساعت محکوم شد و در تاریخ ۲۱ ژانویه ۱۷۹۳ با گیوتین اعدام گشت.

## قانون اساسی ۱۷۹۳
به خاطر این که اولین قانون اساسی فرانسه نقشی برای پادشاه قایل شده بود (قانون اساسی ۱۷۹۱مشروطه)، مدت‌ها بود که از اعتبار افتاده و لازم بود که برای جمهوری و متناسب با آن به روز شود. پس از اعدام پادشاه پیش نویس‌های زیادی در کنوانسیون منتشر و دست به دست می‌گشت و خود سن ژوست هم طرح پیشنهادی طولانی اش را در ۲۴ آوریل ۱۷۹۳ ارائه کرد. طرح او متعارف‌ترین احکام دیگران را با یکدیگر ترکیب کرده بود: حق رای، حق ارائهٔ دادخواست، و شایستگی برابر برای تصدی، در میان اصول اولیه‌ای بودند که پیش نویس او را قابل دفاع می‌ساختند. جایی که او از دیگران فاصله گرفته بود قضیهٔ انتخابات بود. او تمام سیستم‌های پیچیدهٔ رای دهی و احراز صلاحیت را معاف می‌داشت و تنها سیستم کلاسیک اکثریت ساده‌ای از شهروندان در یک رای‌گیری کشوری را معتبر می‌دانست. طرح انعطاف‌ناپذیر «یک فرد یک رای» او از بقیه موفق تر نبود؛ اما احترام وی به سنت‌های باستان، که در آن زمان رایج بود، باعث شد تا اعتبار سیاسی اش بالا برود. وقتی مصالحه‌ای انجام شد تا هیئت کوچکی از نمایندگان مجلس به عنوان تهیه کنند گان قانون اساسی انتخاب شوند؛ سن ژوست در میان پنج شخصیت برگزیده بود (به همراه ماری-ژان اِرو دو سشل، ژرژ کوتون، ژان-ماری کولو دربوآ و ماکسیمیلیان روبسپیر). با تشخیص اهمیت مأموریت ایشان، تمام تهیه‌کنندگان بعدها به کمیتهٔ قدرتمند تازه تأسیس نجات خلقی اضافه شدند.
کنوانسیون (به درخواست ژرژ ژاک دانتون) از زمان شروع جنگ‌های انقلابی فرانسه در اوایل ۱۷۹۳ به کمیته اختیارات فوق‌العاده برای تأمین امنیت کشور سپرده بود. در ابتدا قرار بود اعضای کمیته برای مدت سی روز، قبل از این که جا به جایی‌ها صورت بگیرند، خدمت کنند؛ بنابراین اعضا مجبور بودند که به سرعت کار کنند. سن ژوست کنترل مسئله را به دست گرفت و امر توسعهٔ قانون اساسی فرانسه متعلق به سال ۱۷۹۳ (اولین قانون اساسی دموکراتیک فرانسه) را هدایت کرد. قبل از پایان اولین دورهٔ کاری، سند جدید تکمیل شد، به کنوانسیون ارائه شد و در تاریخ ۲۴ ژوئن ۱۷۹۳ به مثابه قانون به تصویب رسید (رئیس کنوانسیون در آن وقت کولو در بوآ بود).
سن ژوست برای معرفی این قانون اساسی سخنرانی نمود. بخش‌هایی از سخنرانی وی در کنوانسیون:
" همیشه این گونه به نظرم رسیده که نظم اجتماعی در خود طبیعت امور تلویحاً حاضر است و چیزی بیش از مراقبت برای تنظیم عناصر مختلف از روح انسان نمی‌طلبد؛ که در نتیجهٔ آن می‌توان بر مردم حکم راند، بی‌آنکه بنده، هرزه یا قربانی گردند؛ که انسان برای صلح و آزادی زاده شده و تنها به سبب قوانینی خائنانه و سرکوب گرانه بینوا و بی رحم می‌شود و بنابراین بر این باورم اگر به انسان قوانینی داده شود که با تلقینات طبیعت و قلبِ خودش هماهنگ باشد؛ از شوربختی و فساد دست برخواهد داشت.
... اغلب هنرها معجزاتی آفریده‌اند؛ حال آن که هنر کشورداری چیزی به جز هیولا به بارنیاورده است.
قانونگذار بر آینده فرمان می‌راند؛ ناتوانی هیچ سودی به حالش نخواهد داشت: بر اوست که آنچه نیکوست، بخواهد و جاودانه اش سازد؛ تا انسان را آن چُنان که می‌خواهد، بسازد: چون قوانین بر هیئت اجتماعی، که فی نفسه بی‌روح است، تأثیری دارد که می‌تواند فضیلت یا جنایت، رسوم متمدن یا وحشی گری تولید کند."
قانون اساسی جدید کمی بیشتر از قطعه‌ای ممتاز برای سن ژوست به حساب می‌آمد. با این که ممکن است او عمیقاً خواهان اجرای آن‌ها بوده باشد؛ اقدامات فوری برای دوران جنگ حیاتی بودند. شرایط جنگ ایجاب می‌کرد تا دموکراسی مطابق قانون اساسی به حال تعلیق در آید. کنوانسیون منبع اساسی قدرت و هدایت کشور به حساب می‌آمد و کمیتهٔ نجات خلقی (که در راس هرم اجرایی قرار داشت) و کمیتهٔ امنیت عمومی به مثابه بازوان وی به حساب می‌آمدند. به این ترتیب، روبسیپیر، سن ژوست و همکاران ایشان برای اطمینان از این که دولت تحت اقدامات حیاتی باقی می‌ماند تلاش کردند. سن ژوست در ۱۰ اکتبر ۱۷۹۳ به کنوانسیون چنین گفت:
"در شرایطی که جمهوری خود را با آن‌ها مواجه می‌بیند؛ {اِعمال} قانون اساسی نمی‌تواند آغاز گردد؛ {به این سبب} که خودش را نابود خواهد کرد… دولت موقتی فرانسه تا زمانی که صلح حاصل شود، انقلابی خواهد بود."

## کمیتهٔ نجات خلقی

### بازداشت ژیروندن‌ها
در طول مدتی که سن ژوست مشغول کار روی قانون اساسی بود، نبرد سیاسی مهیجی اتفاق می‌افتاد. سان کلوت‌ها – که از جانب بسیاری از رادیکال‌ها "مردم" به حساب می‌آمدند، و توسط کمون پاریس (دولت انقلابی که در ده اوت ۱۷۹۲ بر پا شد) نمایندگی می‌شدند- نسبت به ژیروندن‌های میانه‌رو بی علاقه شده بودند و در تاریخ ۲ ژوئن ۱۷۹۳، در عملی جمعی که گارد ملی (به فرماندهی آنریو) آن را حمایت و هدایت می‌کرد، ساختمان کنوانسیون را محاصره کرده و خواستار دستگیری نمایندگان ژیروند شدند. نمایندگان کنوانسیون به دستور ماری-ژان اِرو دو سشل (رئیس وقت مجلس) تصمیم به ترک مجلس و عبور از میان جمعیت تظاهرات‌کننده گرفت. اِرو دو سشل به آنریو گفت تا سربازان را کنار بکشد و اجازه عبور را به نمایندگان بدهد. او گفت:" ملت چه می‌طلبد؟ کنوانسیون فقط با رفاه او اشغال شده است." با این حال، آنریو جواب داد: "شما تا زمانی که بیست و دو نفر را تحویل نداده‌اید این نقطه را ترک نخواهید کرد!"
آنریو به توپچیان دستور آماده باش داد. نمایندگان به مجلس برگشته و مجلس دستور بازداشت بیست و دو نفر از نمایندگان ژیروندن را صادر نمود (بریسو، ورنیو، باربارو، گواده و دیگران). رهبر ژیروندن‌ها، ژاک پیر بریسو، متهم به توطئه گشت. اما سایر بریسوتین‌ها (نام دیگر همین حزب) بدون اتهامات رسمی زندانی شدند یا تحت تعقیب قرار گرفتند. کنوانسیون در مورد سرنوشت ایشان مباحثه نمود و بی نظمی سیاسی هفته‌ها طول کشید. سن ژوست قبلاً در مورد ژیروندن‌ها سکوت اختیار نموده بود. اما حالا او به وضوح در کنار روبسپیر، که برای مدت‌های طولانی با بیشتر این افراد کاملاً مخالفت می‌کرد، قرار گرفته بود. زمانی که اولین ادعانامه توسط کمیته گذرانده شد، این سن ژوست بود که گزارش را برای کنوانسیون قرائت نمود.
کمیتهٔ نجات خلقی در مذاکرات محرمانه اش در ابتدا از تشکیل اجماعی در مورد نمایندگان محبوس ناتوان بود، اما وقتی که برخی نمایندگان ژیروندن به ایالات فرار کردند و تلاش نمودند تا قیامی را تدارک ببینند، نظر کمیته در مورد ایشان سخت گیرانه شد. در اوایل ژوئیه، سن ژوست توانست با گزارشی طولانی بنام کمیته، کنوانسیون را مورد خطاب قرار دهد. حملهٔ وی بر حزب مذکور، هیچ جایی برای مصالحه‌های آتی باقی نگذاشت. او اعلام کرد که محاکمات ژیروندن‌ها بایستی ادامه یابد و هر حکم صادره‌ای بایستی شدید باشد. اقدامات برای ماه‌ها به طول انجامید؛ اما سرانجام بریسو و بیست نفر از هم پیمانانش محکوم شده و در تاریخ ۳۱ اکتبر ۱۷۹۳ روانهٔ گیوتین شدند. سن ژوست از وضعیت ایشان برای جلب موافقت و تصویب قوانین ترسناک جدید که در قوانین مظنونان (Loi des suspects) (هفدهم سپتامبر ۱۷۹۳) به اوج خود رسید، بهره برد. قوانین مذکور (شکل گرفته بر مبنای پیشنهادی از جانب فیلیپ-آنتوان مرلین دو دوئه و ژان ژاک دو کمبارسره) اختیارات وسیعی در زمینهٔ دستگیری، تعقیب و مجازات به کمیته‌های اجرائی می‌داد.

## کمیسار نظامی
در ۱۰ اکتبر ۱۷۹۳ سن ژوست پیشنهادی مبنی بر این که نمایندگان کنوانسیون باید به‌طور مستقیم بر تمام فعالیت‌های نظامی نظارت و سرکشی کنند ارائه داد، که مورد تصویب قرار گرفت. در شرایطی که روز به روز در جبهه‌ها بدتر می‌شد (پائیز سال ۹۳)؛ چند نماینده به ناحیهٔ بحرانی آلزاس (Alsace) اعزام شدند تا ارتش از هم پاشیدهٔ راین را بر سر نظم، اشتیاق و انضباط بیاورند. نتایج به قدر کافی نزدیک به امر مطلوب نبودند و بنابراین در پایان ماه خود سن ژوست به همراه هم پیمانی از کنوانسیون، فیلیپ-فرانسوا-ژوزف لوبا، به آن جا اعزام گشت. به این دو مرد «اختیارات و قدرت‌های فوق‌العاده» تفویض شده بود تا انضباط را اعمال نمایند و نیروها را دوباره سازماندهی کنند. در بخشی از پیامی که مشترکاً صادر کردند، چنین گفتند:
«سربازان، ما آمده‌ایم تا انتقام شما را بگیریم و به شما رهبرانی بدهیم که شما را به سوی پیروزی راهنمایی خواهند نمود. ما تصمیم گرفته‌ایم تا شایستگان را پیدا کرده، پاداش داده و ترفیع مقام بدهیم؛ و تمام متهمان را، هر کسانی که می‌خواهند باشند، تحت پیگرد قرار دهیم… بدین وسیله به تمام فرماندهان، افسران، و مأموران دولت دستور داده می‌شود تا در عرض سه روز شکایت‌های عادلانهٔ سربازان را جبران کنند. بعد از این مهلت زمانی خود ما هر گونه شکایتی را خواهیم شنید و آن چنان نمونه‌هایی از عدالت نشان خواهیم داد که ارتش تا به حال ملاحظه نکرده باشد.»
از همان ابتدا، سن ژوست بر مأموریت استیلا داشت. او در مطالبهٔ نتایج از فرماندهان بی رحم بود و به علاوه نسبت به شکایت‌های سربازان معمولی دلسوز بود. در روز اولش در جبهه، پیام مذکور را صادر کرد. در مدت کوتاهی افسران بسیاری مرخص شدند و عدهٔ بسیار بیشتری، که حداقل شامل یک ژنرال هم می‌شود، توسط جوخه‌های آتش اعدام شدند. تمام ارتش به سرعت تحت سخت‌ترین انضباط ممکن قرار گرفت.
سن ژوست دشمنان انقلاب را به یک سان، چه در میان سربازان و چه میان غیرنظامی‌ها سرکوب می‌کرد؛ اما با اعدام‌های دسته جمعی که برخی از سایر نمایندگان اعزامی دستور می‌دادند، موافق نبود. سن ژوست در آلزاس هر سربازی را که بی اجازه اردو را ترک کرده و ساعتی چند خود را به شهر استراسبورگ رسانیده بود اعدام می‌کرد. وی در محکمه‌های نظامی بشخصه حضور پیدا می‌کرد. او بسیاری از کارهای نمایندگان را قدغن کرد و بسیاری از آن‌ها به پایتخت، پاریس، فراخواند. حتی سیاست‌مداران محلی در مقابل او آسیب پذیرتر بودند: یولوژیوس اشنایدر قدرتمند، رهبر انقلابی بزرگ‌ترین شهر آلزاس و ملقب به «ژان-پل مارای استراسبورگ» (وی سابقاً راهب فرقهٔ فرنسیسکن بود) به دستور سن ژوست دستگیر شد و به سرعت به پای گیوتین اعزام شد. در تاریخ ۱۴ دسامبر ۱۷۹۳ سن ژوست و لوبا برای روبسپیر نوشتند:
«ما دادستان کل دادگاه انقلابی استراسبورگ را تحویل کمیته نجات خلقی می‌دهیم. او قبلاً کشیش بوده و تبعهٔ قیصر به دنیا آمده است. قبل از این که از استراسبورگ بیرون کشیده شود روی داربست گیوتین به تخته بند (قاپوق) کشیده شد. این تنبیه که او به خاطر رفتار گستاخانه اش متحمل شد؛ همچنین به فوریت مورد نیاز بود تا بر بخش‌های خارجی فشاری اعمال شود. ما به شارلاتان بین‌المللی اعتقاد نداریم و فقط به خودمان اعتماد می‌کنیم. شما را با تمام وجود در آغوش می‌گیریم.»
سن ژوست به دقت با ژنرال چارلز پیشه گرو، ژاکوپنی معتمد که مورد احترامش بود، کار می‌کرد. (در نهایت پیشه گرو بعد از ترمیدور به سن ژوست و ژاکوپنیسم پشت کرد و یک حامی سلطنت طلب شد. زمانی که در طول کودتای ۱۸ فروکتیدور سال ۱۷۹۷ زندانی بود، از دنیا رفت) تحت نظارت مداوم و بی‌امان سن ژوست، پیشه گرو و ژنرال لازار اوش با توانائی، امنیت سرحدات را تأمین نمودند و تهاجمی به سمت راین لند آلمانی را آغاز کردند.
وقتی ارتش راین از نو احیا شد؛ سن ژوست به مدت کوتاهی به پاریس برگشت. موفقیت وی در آنجا تحسین شد. با این حال، زمان اندکی برای جشن گرفتن وجود داشت. او به سرعت به خط مقدم جبهه، این بار به بلژیک، که ارتش شمال مشکلات مشابهی در زمینهٔ انضباط و سازماندهی را تجربه می‌کرد، باز فرستاده شد. مجدداً نتایج مورد انتظار را به طرزی بی‌رحمانه و مؤثر به دست آورد. اما بعد از یک ماه دوران مأموریت او کوتاه شد. نظر به این که پاریس از خشونت سیاسی متشنج بود، همکاری او برای روبسپیر لازم بود.

## رئیس کنوانسیون
در حالی که ارتش به پیشروی‌هایش ادامه می‌داد و حزب ژیروندن‌ها نابود گشته بود؛ کنوانسیون به طرزی محکم در دستان مونتانیاردهای دست چپی، که توسط ژاکوپن‌ها و روبسپیر هدایت می‌شدند، بود. در این شرایط، در روز نخست ماه وانتوز، در سال دوم جمهوری (۱۹ فوریه ۱۷۹۴) سن ژوست به عنوان رئیس کنوانسیون ملی انتخاب شد.
با این قدرت جدید، او مجلس را متقاعد کرد تا احکام رادیکالی وانتوز را تصویب نماید. احکامی که به موجب آن‌ها اموال مهاجران آریستوکرات قرار بود توقیف شده و در بین سان کلوت‌های نیازمند توزیع بشود. بخش‌هایی از آنچه که سن ژوست در جلسهٔ ۱۳ وانتوز سال دوم جمهوری (۳ مارس ۱۷۹۴) به کنوانسیون گفت:
"... این موضوع وسیعاً احساس می‌شود که تمام دانائی یک دولت در این است که دسته‌های مخالف انقلاب را کاهش بدهد و مردم را به هزینهٔ تمام بدی‌ها و تمام دشمنان آزادی سعادتمند گرداند. به این معناست که {از این نظر} دفاع شود که انقلاب را به سود آن‌هایی که از آن حمایت می‌کنند و علیه کسانی که با آن می‌جنگند، تغییر داد.
... بهتر است که گام برداشتن انقلاب را تسریع کرد؛ تا این که از علایق تمام دسیسه چین‌هایی که شرمسارش می‌کنند و به تاخیرش می‌اندازند، پیروی نمود. بر شماست که نقشه را تعیین کنید و برای منفعت انسانیت به سوی نتایج بشتابید.
... قوانین قدرتمند پنهان کردنی نیستند؛ آن‌ها ناگهان مثل آذرخش خاموش نشدنی به کشورهای خارجی نفوذ می‌کنند.
... خوشبختی ایده‌ای نو در اروپا است."
این اَعمال تقسیم ثروت به‌طور قابل بحثی، انقلابی‌ترین اَعمال انقلاب فرانسه بودند؛ با این حال هرگز جنبهٔ اجرائی پیدا نکردند. کمیته درگیر ساختن رویه‌هایی برای اجرای آن‌ها گشت و حرکت دیوانه وار رویدادهای سیاسی آشکار، آن‌ها را پشت سر گذاشت.
احکام وانتوز به طرز بدبینانه‌ای توسط برخی، به مثابهٔ تمحیدی از جانب سن ژوست برای راضی کردن جناح چپ افراطی نظامی تفسیر شده است. بی‌ریا یا بالعکس، او بحث‌های شورانگیزی برای این احکام صورت داد. یک هفته بعد از اتخاذ احکام، سن ژوست اصرار کرد که احکام مذکور با شدت اِعمال بشوند و آن‌ها را به مثابه آغاز دوره‌ای جدید تحسین نمود:
«فقر، که دولتی آزاد را بی آبرو می‌سازد، را از بین ببرید؛ اموال وطن پرستان مقدس است؛ اما کالاهای توطئه چینان متعلق به بیچارگان می‌باشد. بیچارگان قدرتمندان زمینند؛ آنان حق دارند که همچون سروران با دولت‌هایی که از آن‌ها غفلت می‌کنند، سخن بگویند.»

### بازداشت اِبرتیست‌ها
همین که بهار ۱۷۹۴ نزدیک می‌شد، کمیته نجات خلقی، تحت هدایت روبسپیر، کوتون، لوبا و سن ژوست، تقریباً کنترل کامل را بر دولت اِعمال می‌نمود. با وجود میدان بُرد وسیع نیروهای ایشان، دشمنان و رقیبان کماکان باقی‌ماندند. یکی از حساس‌ترین مشکلات، حداقل برای روبسپیر، آشوبگر پوپولیست ژاک رنه اِبِر بود، که در روزنامهٔ بسیار معروفش، بابا دوشن (Le Père Duchesne) سیل انتقادات را علیه ژاکوپنیسم بورژوایی جاری می‌کرد. ابرتیست‌های فرا-رادیکال در کلوب کوردلیه تلاش‌های ژاکوپن برای دادگاهی کردن و ادارهٔ سلن کلوت‌ها را تحلیل می‌بردند و افراطی‌ترین ابرتیست‌ها (ابتدا رونسن و کاریه و سپس ابر در روزنامهٔ خودش پیشنهاد قیام را مطرح نمود) حتی در ملأ عام درخواست قیام نمودند. علاوه بر این‌ها روبسپیر، که یک دئیستِ پیرو ژان-ژاک روسو و تحت تأثیر عقاید مذهبی وی در «شهادت نامهٔ کشیش ساووآیی» بود، کارناوال‌های ضدّ مسیحی که ابر (نائب کمون) و پیر-گاسپار شومت (دادستان کمون) به راه می‌انداختند، را نمی‌پسندید.
سن ژوست، در جایگاه خود به عنوان رئیس کنوانسیون، به صورتی روشن اعلام کرد که «هر کسی که به اعتبار دولت انقلابی بهتان بزند یا حمله کند، باید به مرگ محکوم گردد» و کنوانسیون در ۱۳ وانتوز به این موضوع رأی داد. ابر و نزدیک‌ترین هم پیمانانش روز بعد دستگیر شدند. سن ژوست وعده داد: «بیش از این نه بخشش و نه ضعف در قبال مجرم نباید نشان داد… از این به بعد دولت هیچ جرمی را نخواهد بخشید.» و در تاریخ ۴ ژرمینال (۲۴ مارس ۱۷۹۴) دادگاه انقلابی ابر، آناکارسیس کلوتس (معروف به "ناطق نوع بشر")، رونسین، ونسان، مومورو ("اولین مطبعه چی آزادی" و واضع شعار "آزادی، برابری، برادری") و اکثر ابرتیست‌های برجستهٔ دیگر را به پای گیوتین فرستاد.

### بازداشت دانتونیست‌ها
نبرد سیاسی مداوم، نبردی به قدر کافی خونین که دستکم از زمان دستگیری ژیروندن‌ها به عنوان حکومت ترور معروف شد، در بسط و گسترشش پایان ناپذیر به نظر می‌رسید. وقتی ابرتیست‌ها سرنگون شدند، روبسپیر مجبور شد تا سایر رقبایش در کلوب کوردلیه را از میان بردارد، لیستی که با اسامی فابر دِ گلانتین (واضع تقویم جدید جمهوری) و دوست نزدیک او ژرژ ژاک دانتون (وزیر عدلیهٔ پیشین و رئیس اسبق کمیته نجات خلقی) شروع می‌شد.
این وکلای نیرومند طعمه‌های دشواری به حساب می‌آمدند؛ لیکن یک رسوائی مالی بسیار عظیم در رابطه با کمپانی فرانسوی هند شرقی «دستاویز مناسب» را فراهم نمود. روبسپیر دوباره سن ژوست را به کنوانسیون روانه کرد تا «گزارش» کمیته (به تاریخ ۳۱ مارس ۱۷۹۴) را ارئه نماید. «گزارش در باب توطئهٔ دانتونیست‌ها» تحت نظارت روبسپیر و با مطالبی که او فراهم آورده بود توسط سن ژوست نوشته و سپس ارائه شد. رابینسون و استیونز معتقد هستند که در گزارش نُه صفحه‌ای مذکور «دروغی‌ترین اتهامات و واقعیت‌های معروف تحریف شده به بی رحمانه‌ترین طریق» مطرح شده‌اند. بخشی از صحبت‌های سن ژوست:
" دانتون تو به هدف استبداد خدمت کرده‌ای. درست است که تو با {مارکی دو} لافایِت مخالف بوده‌ای؛ اما میرابو، دوک دو اورلِئان و دوموریه هم با او مخالف بودند. آیا جرائت داری انکار کنی که خودت را به این افراد فروخته بودی، به جابرترین توطئه گران علیه آزادی؟
... تو خودت را از مونتان در میان خطرهایی که جریان داشت، سوا کردی. تو به‌طور آشکار این را به عنوان شایستگی ادعا کردی که گنسون، گوآده و بریسو را تقبیح نکرده‌ای. تو پیوسته شاخهٔ زیتون را به آنان عرضه کردی؛ وثیقهٔ اتحاد با ایشان علیه ملت و جمهوری خواهان سخت گیر.
... تو می‌دانستی چه طور خشم وطن پرستان را آرام کنی. تو بدبیاری‌های ما را نتیجهٔ سستی ارتش‌های ما نشان می‌دادی و توجه را از خیانت ژنرال‌ها برمی‌گرداندی تا {جیب خودت} را با خَراج‌های جدید آدم‌ها پر کنی.
... اگر فابر بی گناه است، اگر دوک دو اورلئان و دوموریه بی گناه بودند؛ بدون شک تو هم بی گناه هستی. من زیاد حرف زده‌ام: تو باید به عدالت جواب پس بدهی."
و برای درخواست حکم اعدام این افراد چنین گفت:
" از رومی‌ها به این طرف، جهان خالی است؛ آیا هنوز خاطرهٔ آن‌ها می‌تواند این خلاء را پر کند و آزادی را بشارت دهد؟"
واقع امر این که روز قبل از ارائه، دانتون و کامیل دمولن دستگیر شده بودند. پس از یک محاکمهٔ نمایشی پر آشوب، فابر دِ گلانتین، کامیل دمولن، ژنرال فیلیپیو، ژنرال وسترمان، ژان-ماری اِرو دو سشل و سایر حامیان اصلی دانتون با رهبرشان در تاریخ ۱۶ ژرمینال (۵ آوریل ۱۷۹۴) به پای گیوتین روانه شدند. سن ژوست در گزارش خودش وعده داده بود که این «تصفیه یِ نهاییِ» دشمنانِ جمهوری خواهد بود.
در حالی که در ۱۳ آوریل پیر گاسپارد شومت به همراه لوسیل دوپله (بیوهٔ دمولن) و ماری مارگارت فرانسوا ابر (بیوهٔ ابر) و چند نفر دیگر به بهانهٔ دست داشتن در توطئهٔ خارجی برای انهدام جمهوری اعدام شدند.
حذف خشن ابرتیست‌ها و دانتونیست‌ها فقط سرابِ پایداری را برای سن ژوست و روبسپیر فراهم آورد. مرگ رهبران محبوب این گروه‌ها خشم و رنجش عمیقی به وجود آورد و فقدان حضور ایشان، کار را برای ژاکوپن‌ها برای کنترل توده‌های سان کلوت، که به طرز خطرناکی پیش‌بینی ناپذیر بودند، مشکل‌تر ساخت. احتمالاً به همین مناسبت سن ژوست در موسسات جمهوری نوشت:
«انقلاب سرد شده است؛ تمام مبانی اش تضعیف شده‌اند؛ تنها کلاه‌های سرخی که دسیسه چینان بر سر می‌گذارند، باقی‌مانده. اِعمال ترور جنایت را بی‌قید ساخته، همان طوری‌که شراب‌های قوی کاخ را بی‌قید می‌سازد.»
ثابت شد که فقدان این حمایت خیابانی توده‌هایی که انقلاب را به پیروزی رسانده بودند (معروف به طبقهٔ چهارم) در طول رویدادهای ماه ترمیدور (ژوئیه) تا چه حد مرگ بار بوده است.
به عنوان پیک گزارش‌های کمیته، سن ژوست چهرهٔ آشکار ترور بود و وسیعاً با نام «فرشتهٔ مرگ» (L'Archange de la Terreur) شناخته شده بود. (این تصویر سن ژوست در نمایشنامه‌های رومن رولان مثل «بازی عشق و مرگ»، «دانتون» و «روبسپیر» مشخص است) بعد از رویدادهای ژرمینال سن ژوست کنترل خودش بر دستگاه امنیت دولتی را تشدید کرد. او دفتر جدید «پلیس عمومی» را برای کمیته نجات خلقی به وجود آورد؛ که قدرت‌هایی که به‌طور رسمی به کمیته امنیت عمومی داده شده بودند را غصب می‌کرد. با این حال مدت کوتاهی پس از تأسیس ادارهٔ جدید، وقتی که سن ژوست یک بار دیگر پاریس را به سمت خط مقدم جبهه ترک کرد، به روبسپیر واگذار شد.

## روزهای پایانی

### نبرد فلوروس
هنگامی که سن ژوست برای انجام مأموریت به ارتش جمهوری در بلژیک ملحق گشت؛ دوباره نظارت فوق‌العاده بر ارتش شمال را بر عهده گرفت و این امر منجر به پیروزی فلوروس شد. این نبرد پر ستیزه ارتش اتریش را وادار به عقب‌نشینی نمود و نقطهٔ عطفی در جنگ نخستین اتحادیه به حساب می‌آید. فرانسه تا پیروزی نهایی در سال ۱۷۹۷ به حالت تهاجمی باقی‌ماند. بعد از بازگشت از صحنهٔ نبرد، از سن ژوست هم چون یک قهرمان استقبال شد و «از تمام جناح‌ها تشویق گشت.»
قضیهٔ نبرد به این صورت بود که کمیته نجات خلقی با گردآوری ارتش‌های آردن و موزل و تقویت آن با ۹۰/۰۰۰ نفر به فرماندهی ژان-باتیست ژوردان و حمایت سن ژوست (این ارتش به زودی ارتش سامبر و موز (Sambre-et-Meuse) نامیده شد) آن‌ها را به مقابله با شارل لروی اعزام کرد، و او در ۷ مسیدور (۲۵ ژوئن ۱۷۹۴) تسلیم شد. در همین هنگام کوبورگ، در پی شکستی که در یپرس از ژنرال پیشه گرو خورد؛ عقب‌نشینی کرد. وی به منظور حفظ عقبهٔ سپاه خود، در ۸ مسیدور (۲۶ ژوئن ۱۷۹۴) در فلوروس در نزدیکی شارل لروی به ژوردان حمله کرد اما پس از یک روز نبرد سنگین شکست خورد. سن ژوست با وادار کردن ستون‌های متوالی به حمله در این پیروزی نقش بسیار مهمی ایفا کرد اما از دادن هر گونه گزارشی به کنوانسیون امتناع نمود:
«من آن لحظه‌ای که پیروزی‌ها اعلام می‌شوند را بسیار دوست می‌دارم، اما دلم نمی‌خواهد این پیروزی‌ها بهانه‌ای برای خودپسندی شخصی باشند. پیروزی فلوروس اعلام شده است و کسانی که چیزی در این باره نگفته‌اند در آن جا بودند؛ در بارهٔ محاصره‌ها زیاد صحبت شده است و کسانی که چیزی در این باره نگفته‌اند در آن جا در سنگرها بودند.»
با بازگشتن به پاریس سن ژوست فهمید که موقعیت سیاسی روبسپیر به طرز قابل ملاحظه‌ای تنزل کرده است. همان طوری‌که ترور به نقطهٔ اوجش نزدیک می‌شد – دورهٔ به اصطلاح "ترور عظیم"- خطر ضد حمله‌ای از طریق دشمنانش تقریباً ناگزیر می‌شد. با این حال سن ژوست در اتحاد و دوستی خودش با روبسپیر ثابت قدم باقی‌ماند. در حالی که حامل خبر پیروزی بزرگ فلوروس بود؛ به دشمنان روبسپیر بهانه‌های بیشتری داد: تمام توجیه ترور مبتنی بر احتیاج به امنیت ملی در طول دوران جنگ بود اما آن احتیاج همان موقعی که ارتش پیروزی‌های بیشتری را تجربه می‌کرد شروع به ناپدید شدن کرد. «بهانهٔ اِعمال ترور به پایان رسیده بود.» مخالفان ترور از واژگان خود سن ژوست علیه او استفاده نمودند تا اجرای تمام و کمال قانون اساسی ۱۷۹۳ را درخواست نمایند.
رقابت سیاسی که به اوج هیجان و آشفتگی رسیده بود؛ با معرفی لایحه‌ای که نسخه جدیدتری از «قانون مظنونان» بود – قانون ۲۲ پره ریال سال دوم (۱۰ ژوئن ۱۷۹۴) تکمیل شد. دوست مشترک روبسپیر و سن ژوست، ژرژ کوتون این متن را در بیست و یک بند نوشت. از طریق این قانون مقولهٔ جدیدی از «دشمنان مردم» در واژگانی بسیار مبهم تعریف شده بود که از طریق آن تقریباً هر کسی می‌توانست متهم بشود. مدعی علیه‌ها حق مشاورهٔ حقوقی نداشتند و دادگاه انقلابی به موجب آن، مجازات تمام قانون‌شکنی‌ها را مرگ می‌دانست (بند هفتم). لایحهٔ مذکور به سرعت توسط روبسپیر معرفی و به صورت قانون درآمد. با وجود این که سن ژوست به‌طور مستقیم در تنظیم آن دخالت نداشت و مخالفت خود را در ستاد فرماندهی ارتش شمال این گونه بیان کرد:
«انسان نمی‌تواند قانون سخت و سودمندی ارائه دهد، که بر طبق میل و هوس، دسیسه و جنایت و دیوانگی باشد؛ به منظور این که آن را به ابزار مرگ بدل سازد.»
اساس نامهٔ جدید ترور عظیم را تعریف کرد: در ماه اول نرخ متوسط اعدام‌ها در پاریس از ۵ نفر در روز به ۱۷ نفر رسید و در ماه بعد بالغ بر ۲۶ نفر شد.
قانون پره ریال صبر و حوصلهٔ مخالفان روبسپیر را به هم ریخت. مقاومت در برابر ترور در کنوانسیون گسترش یافت. (یکی از مخالفان اصلی ژوزف فوشه، کشیش سابق و رئیس پلیس آتی در زمان ناپلئون بناپارت، بود که به نزد نمایندگان می‌رفت و آن‌ها را علیه روبسپیر تحریک می‌نمود. وی به علت تبلیغات ضدّ دینی و تندروی مورد بازخواست روبسپیر قرار گرفته بود) سن ژوست وادار شد تا دسته را مورد خطاب قرار دهد. برتران بارر و سایر ترمیدوری‌ها ادعا کرده‌اند که وی مقام دیکتاتوری برای روبسپیر پیشنهاد کرده است. (باید دانست که دیکتاتوری به شیوهٔ رومی، مقامی با مدت زمان صدارت محدود-مثلاً شش ماه- و اختیار نامحدود در دو یا سه مسئولیت مهم مملکتی بوده است. پیش از وی، ژان-پل مارا نیز خواهان برقرار دیکتاتوری به سبک رومی شده بود) با این حال، بعضی از آن‌ها صحبت‌هایش را رضایت بخش یا حداقل مفید قلمداد کردند. تا این که وی در تاریخ ۹ ترمیدور (۲۷ ژوئیه ۱۷۹۴) دفاع عمومی مصالحه ناپذیرش از روبسپیر را به عمل آورد.

### بازداشت روبسپیریست‌ها (ارتجاع ترمیدوری)
جلسهٔ کنوانسیون در ساعت یازده شروع شد. کولو دربوآ در آن زمان رئیس جلسه بود. سن ژوست به پشت تریبون رفت و چنین گفت:
" من به هیچ دسته‌ای وابسته نیستم؛ من با تمام آن‌ها خواهم جنگید. آن‌ها هیچ وقت از بین نخواهند رفت مگر از طریق موسساتی که امنیتی به وجود می‌آورند که محدودهٔ قدرت را تنظیم می‌نمایند و برای همیشه نخوت آدمی را تحت اسارت آزادی همگانی قرار می‌دهند.
جریان قضایا بدین معناست که این تریبونِ رسا سخن گفتن، احتمالاً برای کسی که به شما خواهد گفت اعضای مشخصی از دولت از مسیر خرد منحرف شده‌اند هم چون صخرهٔ تارپه یَن خواهد بود {صخره‌ای که گناه کاران را از بالای آن به زیر می‌انداختند}. بر این باور هستم که شما لایق حقیقتی که با هوشیاری پیشنهاد شده هستید و این که کسی نمی‌تواند با نازک بینی آن سرسپردگی که با وجدان کسی تقبل شده تا یارای هر چیزی برای نجات سرزمین پدری باشد را فرو بشکند…"
در همین موقع ژان-لامبر تالی ین وسط حرف‌های سن ژوست پرید و او را به کناری هل داد. پس از آن وادیه و دیگران شروع به صحبت کردند و درخواست حذف روبسپیر و تمام طرفدارانش را نمودند. ویکنت دو باراس به یاد می‌آورد که در میان بلوا سن ژوست «جایگاه خطابه را ترک نکرد، علی‌رغم وقفه‌هایی که هر کس دیگری را از میدان به در می‌کرد. او فقط چند قدم پائین آمد، سپس دوباره بالا رفت تا به غرور به گفتارش ادامه بدهد … بی‌احساس، بی تأثر به نظر می‌رسید که او هر کس را با آرامشش به مبارزه می‌طلبید.»
سن ژوست وقار خودش را در جایگاه حفظ کرد ولی جانش را نه. روبسپیر برای دفاع از او مداخله کرد و صدایش گرفت. برادرش آگوستین، فیلیپ لوبا و سایر هم پیمانان کلیدی سعی کردند تا نمایندگان را کنار بزنند اما شکست خوردند. جلسه با دستور دستگیری ایشان پایان یافت. سن ژوست که کماکان روی جایگاه خطابه ایستاده بود، بی تأثر باقی‌ماند و «به طرز تحقیر آمیزی به صحنه می‌نگریست.» وقتی نیروهایی از کمون پاریس تحت فرمان آنریو برای آزادی ایشان آمدند؛ اطمینانش ظاهراً به تأیید رسید. اما در کمتر از چند ساعت تمام گروه در هتل دو ویل محصور شد. وقتی سربازان بالاخره وارد شدند، تعدادی از ژاکوپن‌های شکست خورده سعی کردند تا خودکشی نمایند. سن ژوست کنار لوبا ایستاده بود که با شلیک گلوله‌ای به سرش به زندگی خود خاتمه داد. این که آیا خود سن ژوست هم قصد خودکشی داشته نامعلوم است؛ اما تنها او آرام و ساکت از دستگیری نهایی خشن و وحشی پدیدار شد. در میان دستگیرشدگان «فقط سن ژوست، با دستان بسته اما با سر برافراشته قادر به قدم زدن بود.» روبسپیر، سن ژوست، کوتون، آنریو و حدود بیست نفر دیگر از هم پیمانانشان روز بعد اعدام شدند و سن ژوست به‌طور مشهور مرگ خودش را با افتخار و خونسردی پذیرفته است. در یک تعیین هویت رسمی نهایی، او به نسخه‌ای از قانون اساسی ۹۳ اشاره کرد و گفت: «من کسی هستم که آن را به وجود آورده.» به هنگام مرگ حدوداً بیست و شش سال و یازده ماه داشت.

## یادبودها
- خیابان‌هایی بنام «لویی آنتوان دو سن ژوست» در (Amiens), (Coulounieix-Chamiers)، (Évreux), (Liévin), (Saint-André de Sangonis) وجود دارد. هم چنین خیابان‌هایی بنام «لویی دو سن ژوست» در (Chaumontel), (Poitiers), (Vénissieux), (Villepinte). بنام «لویی سن ژوست» در (Achères), (Cabestany), (Châlons-en-Champagne), (Lorient), (Villerupt)، خیابان «آنتوان سن ژوست» در (Carvin)، خیابان «سن ژوست» در (Arcueil), (Brest), (Ivry-sur-Seine), (Harfleur), (La Courneuve), (La Plaine-Saint-Denis), (Le Havre), (Lille), (Montargis), (Montreuil), (Nanterre), (Nevers), (Noisy-le-Sec), (Reims), (Ris-Orangis), (Vaux-le-Pénil), (Decize).
- میدان «لویی آنتوان دو سن ژوست» در (Camon) ناحیهٔ (Somme).
- میدان «سن ژوست» در (Decize).
- مدرسهٔ ابتدایی دولتی «سن ژوست» در (Decize)، منبع (www.ville-decize.fr).

## سن ژوست در ادبیات
- الکساندر دوما، سفیدها و آبی‌ها (Les Blancs et les Bleus)، پاریس، ۱۸۶۷.
- دومینیک ژامه، آنتوان و ماکسیمیلین یا ترور بدون فضیلت (Antoine et Maximilien ou la terreur sans la vertu)، پاریس، دنوئل، ۱۹۸۶.
- سن ژوست شخصیت اصلی رمان کمیسار راین (Der Kommissar am Rhein) اثر نویسندهٔ کمونیست، ویلی بردل است.
- فیلسوف آلمانی، فریدریش ویلهلم نیچه، شعری در مورد سن ژوست نوشت.
- سن ژوست شخصیت اصلی نمایشنامه‌ای با همین نام به قلم نویسندهٔ دانمارکی Karl Gjellerup است.

به سن ژوست در این کارها اشاره شده:
- ویکتور هوگو، نود و سه (Quatrevingt-treize)، پاریس، ۱۸۷۴.
- آناتول فرانس، خدایان تشنه‌اند (Les dieux ont soif)، پاریس، ۱۹۱۲.
- نمایشنامه‌های تاریخی رومن رولان مثل "بازی عشق و مرگ"، "دانتون"، "روبسپیر" و غیره.
- زاک شابان، شب ترمیدور (La Nuit de Thermidor)، ۱۹۶۶. (بخشی از یک چهار گانهٔ تاریخی)
- رمان "ظلمت در نیمروز" اثر آرتور کوستلر، نویسندهٔ مجارستانی الاصل، با این نقل قول معروف از سخنرانی سن ژوست شروع می‌گردد: " هیچ کس نمی‌تواند معصومانه حکومت کند."
- شخصیت سن ژوست به تفضیل در "طغیانگر" کامو مورد بحث قرار گرفته است. در "طاعون" اثر آلبر کامو اشاره‌ای به او شده:

"من فقط شهادت‌هایی را قبول دارم که خالی از محافظه کاری باشد. در غیر این صورت با اطلاعات خودم شهادت‌های شما را تأیید نخواهم کرد.
روزنامه نویس لبخند زنان گفت: این بیان سن ژوست است."
- در «بینوایان» اثر ویکتور هوگو برای توصیف یکی از رهبران جنبش دانشجویی به سن ژوست اشاره شده:

«اگر {آنژولار} در کنوانسیون بود؛ نقش سن ژوست را بازی می‌کرد…»

## سن ژوست در فیلم و تلویزیون
- ۱۹۲۷: ناپلئون، اثر آبل گانس که نقش و جایگاه سن ژوست را تحلیل می‌کند.
- ۱۹۶۴: ترور و فضیلت (La terreur et la vertu)، فیلم تلویزیونی استللیو لورنزی (دو اپیزود: "دانتون" و "روبسپیر") با بازی دنیس مانوئل (Denis Manuel) در نقش سن ژوست.
- 1967: (Week-end) اثر ژان-لوک گدار، با بازی ژان-پیر لود (Jean-Pierre Léaud) در نقش سن ژوست.
- ۱۹۷۴: سن ژوست و نیروی امور (Saint-Just et la Force des choses)، فیلم تلویزیونی در دو بخش اثر کاردینال پیر، با بازی پاتریس الکساندر (Patrice Alexsandre) در نقش سن ژوست.
- ۱۹۷۹: در فیلم انیمیشنی (Lady Oscar) که بر اساس رُزِ ورسای (The Rose of Versailles) ساخته شده است.
- ۱۹۸۳: دانتون، فیلم فرانسوی- لهستانی اثر آندری وایدا با بازی بوگوسلاو لیندا (Boguslaw Linda) در نقش سن ژوست.
- ۱۹۸۹: انقلاب فرانسه (La Révolution française)، در دو بخش به کارگردانی رابرت انریکو و ریچارد تی. هفرون، با بازی کریستوفر تامپسون (Christopher Thompson) به عنوان سن ژوست (سن ژوست در بخش دوم فیلم حضور دارد).

(برای مشاهدهٔ لیست کامل :http://www.antoine-saint-just.fr/films.html)

### زندگی‌نامه‌ها
- Édouard Fleury: Études révolutionnaires: Saint-Just et la terreur. 2 Bände, Paris 1852
- Ernest Hamel: Histoire de Saint-Just, député à la Convention Nationale. Paris 1859
- Ralph Korngold, Saint-Just, Bernard Grasset, 1937, 255 p. , traduit de l'anglais par Albert Lehman.
- Pierre Deroclès (pseudonyme d'Albert Soboul), Saint-Just, ses idées sociales et politiques, Éditions sociales internationales, 1937, 173 p.

#### کارهای اخیر
- Hans von Hentig: Terror. Zur Psychologie der Machtergreifung. Robespierre, Saint-Just, Fouché. Wien 1970.
- Hans Peter Richter: Saint-Just und die Französische Revolution: Reihe Große Gestalten, Engelbert-Verlag, Gebr. Zimmermann GmbH, Balve/Sauerland 1975
- Friedrich Sieburg: Robespierre, Deutsche Verlagsanstalt, Stuttgart 1987
- Norman Hampson: Saint-Just. Erzengel des Todes. Steidl, Göttingen 1992, ISBN 3-88243-232-2.
- Jörg Monar: Saint-Just: Sohn, Denker und Protagonist der Revolution. Bonn 1993, ISBN 3-416-02466-4.
- Bernard Vinot: Saint-Just. Stuttgart 1989, ISBN 3-608-93106-6.
- Robert Badinter (éd.), Grandes figures de la Révolution française en Picardie (actes du colloque de Blérancourt. 17-18 juin 1989, Chauny, Association pour la sauvegarde de la maison de Saint-Just, 1990, 258 p.
- Michel Biard, Missionnaires de la République, Paris, Éditions du CTHS, 2002.
- Marc Eli Blanchard, Saint-Just et Cie, éd. A. -G. Nizet, 1979, 111 p.
- Madeleine-Anna Charmelot, Saint-Just ou le chevalier Organ, éd. Sésame, 1957.
- Maurice Dommanget, Saint-Just, éd. du Cercle, 1971, 200 p.
- Jean-Pierre Gross, Saint-Just: sa politique et ses missions, éd. Bibliothèque nationale, 1976, 570 p. (ISBN 2-7177-1278-X)
- Monique Ipotési, Saint-Just et l'Antiquité, Schena, 1984, 135 p.
- Albert Ladret, Saint-Just, ou, Les vicissitudes de la vertu, Presses universitaires de Lyon, 1989, 326 p. (ISBN 2-7297-0345-4).
- Marie Lenéru, Saint-Just, Bernard Grasset, 1922, 181 p.
- Anatole Levandovski, Le Chevalier de Saint-Just, Éditions du Progrès, 1988, 446 p. , (traduit du russe par Geneviève Dupond).
- Albert Ollivier, Saint-Just et la force des choses, , Gallimard, 1954, 587 p.
- Albert Soboul (dir.), Actes du Colloque Saint-Just: Sorbonne, 25 juin 1967, Paris, Société des études robespierristes, 1968, 466 p.
- Serena Torjussen, Fonction de la création littéraire dans l'évolution de la pensée de Saint-Just, La Pensée, 1979.
- Bernard Vinot, Saint-Just, Fayard, 1985, 394 p.